# Thomas Cook Airlines
Thomas Cook Airlines era una aerolínia britànica amb base a Manchester, Anglaterra. S'especialitzava en destinacions de vacances arreu del món, des de la base principal a Manchester i Londres. Operava des de nou bases secundàries al Regne Unit, i fou emprada per 7.969.693 passatgers el 2011. Disposava d'una flota de 35 Boeing i Airbus en els moments de màxim transit estival. Això en va fer la quarta aerolínia més important del Regne Unit en nombre de passatgers. De 2012 a 2017 la companyia va estandarditzar  la flota el 2012, reemplaçant els avions Boeing 757 per Airbus A320.
Thomas Cook Airlines Limited disposava de llicència Britànica de Tipus A, que li permetia transportar passatgers, mercaderies i correu en avions amb disponibilitat igual o superior als vint seients.
Va fer fallida el 23 de setembre de 2019.

## Història
Fruit de la fusio entre Thomas Cook AG i MyTravel Group el juny de 2007 sorgí Thomas Cook Group. La divisió Thomas Cook Airlines es fundà el 30 de març de 2008 i va començar les operacions l'estiu de 2008, amb una flota d'Airbus A320, Airbus A321, Airbus A330, així com Boeing 757 i Boeing 767.